# خط‌الرأس اکتودرمال آپیکال
خط الرأس اکتودرمال آپیکال (انگلیسی: Apical ectodermal ridge) سازه‌ای است که از سلول‌های برون‌پوست در انتهای هر جوانهٔ اندام ایجاد می‌شود و به عنوان مرکز اصلی علامت‌دهی و اطمینان‌بخشی نسبت به رشد صحیح یک اندام فعالیت می‌نماید.